# لا بوکریا
بازار سنت ژوزپ لا بوکریا (کاتالان: Mercat de Sant Josep de la Boqueria کاتالان: [məɾˈkad də ˈsaɲ ʒuˈzɛb də lə βukəˈɾi.ə]) (اسپانیایی: Mercado de San José de la Boquería) که به‌طور خلاصه با نام لا بوکریا (اسپانیایی: La Boquería) شناخته می‌شود، یک بازار عمومی در منطقهٔ سویتاد بیا در شهر بارسلون، پایتخت منطقه خودمختار کاتالونیا در پادشاهی اسپانیا است. ورودی اصلی این بازار در خیابان مشهور لا رامبلا قرار دارد. لا بوکریا با بیش از ۳۰۰ غرفه، انواع گسترده‌ای از محصولات غذایی شامل میوه و سبزیجات تازه، ماهی و غذاهای دریایی، گوشت و کالباس، خشکبار، شیرینی و محصولات محلی و بین‌المللی را عرضه می‌کند.